# Laika Party
Laika Party är en låt framförd av den norska sångerskan Emmy Kristine Guttulsrud Kristiansen. Låten, som är skriven av henne själv tillsammans med Erlend Guttulsrud Kristiansen, Larissa Tormey, Truls Marius Aarra och Henrik Østlund, representerade Irland i Eurovision Song Contest 2025 i Basel i Schweiz. Bidraget gick inte vidare till final.